# Font de Font-rúbia
La Font de Font-rúbia, o del Coll, és una històrica font d'aigua, vermellosa, situada a un solar del carrer Tirso, número 44, de Barcelona. A principi de la dècada del 2000 es va netejar i van aflorar encara unes rajoletes molt malmeses, però que encara es veia clarament que era del 1807. Un ceramista del barri en va fer una reproducció sencera que es pot veure a la parròquia de la Mare de Déu del Coll. Aquesta font ja abastava d'aigua la Barcelona antiga d'ençà el segle xvi i surt citada al Llibre de les Fonts, de Francesc Socies, mestre fontaner de la ciutat, i datat l'any 1650. Va ser lloc d'aplecs i fontades al pas del segle xix al xx. La urbanització i els actes incívics han fet desaparèixer tot l'entorn i les restes encara visibles de la font fa uns anys.